# شیپووو
شیپووو (انگلیسی: Shipovo) یک شهرک در شهرستان ایگلینسکی استان باشقیرستان کشور روسیه است.